# Graphiurus christyi
Graphiurus christyi är en art av sovmöss som beskrevs 1914 av Guy Dollman. Arten ingår i släktet Graphiurus och familjen Myoxidae. IUCN kategoriserar arten globalt som livskraftig. Inga underarter finns listade i Catalogue of Life.

## Utseende
Arten når en kroppslängd (huvud och bål) på 86 till 107 mm, en svanslängd på 73 till 95 mm och en vikt av 25 till 33 gram. Den har 16 till 22 mm långa bakfötter och 12 till 17 mm långa öron. Den mjuka pälsen är på ovansidan brun, rödbrun eller gulbrun och på undersidan grå, men som kan ha vitaktiga partier. Gränsen mellan dessa färgområden är mer eller mindre tydlig. Huvudet kännetecknas av en mörk ansiktsmask kring ögonen,  vita kinder och bruna öron. Bakfötterna har ett mörkt tvärstreck över mellanfoten. Svansen bär vanligen samma färg som pälsen på ryggen. Honor har två spenar på bröstet, två på buken och fyra vid ljumsken.

## Utbredning
Denna gnagare förekommer i Centralafrika i nordöstra Kongo-Kinshasa och eventuellt i angränsande områden av Uganda. En liten avskild population förekommer även i södra Kamerun. 

## Ekologi
Dess habitat utgörs av tropiska fuktiga skogar. De lever i träd och vilar i trädhålor. Upp till fem individer har observerats samtidigt i en trädhåla. Graphiurus christyi är troligen allätare med frukter, frön, nötter och insekter som föda. Den föder sannolikt oftast två till tre ungar.